# 李回
李回（？—？），本名李躔，本字昭回，后改昭度，封陇西郡公，唐朝官员，唐武宗年间为宰相。谥文懿。

## 家世及早期仕途
李躔出自唐朝宗室郇王房，为唐高祖叔父追封郇王李祎之子长平郡王李叔良六世孙。李躔祖父李峻崿官至泗水令，父李如仙官至奉先令。
唐穆宗长庆（821年-824年）初年，李躔中进士，又登贤良方正制科能直言极谏第四等，在义成、淮南幕府为从事、掌书记，又召回长安为监察御史，又为京兆府户曹，转司录参军。后又升为补阙、起居郎，因有吏才，能处理一切经手的事务，为宰相李德裕所欣赏。授职方员外郎，判户部案，又改任吏部员外郎，判南曹，又改刑部员外郎，知御史台杂事，赐绯。唐文宗开成（836年-840年）初年在殿中御史任上得考功员外郎知制诰张次宗推荐，升库部郎中，知制诰，拜中书舍人，赐金紫服。

## 唐武宗年间
开成五年（840年）唐文宗崩，弟唐武宗继位，因武宗名李瀍，李躔改名李回以避讳。李德裕成为首相，李回拜工部侍郎，转户部侍郎，判本司事。会昌三年（843年），以刑部侍郎兼御史中丞。奏监察御史郑亚为刑部郎中知杂事。也曾因水灾受命与宰相及左仆射王起同审理御史台京兆府囚徒。
同年，唐武宗准备大举讨伐在养父和伯父昭义节度使刘从谏死后未经朝廷授权即控制昭义的军阀刘稹。武宗担心河北实质独立的三镇何弘敬治下的魏博、王元逵治下的成德、张仲武治下的卢龙和昭义结盟，七月，原本在延英殿宣诏派鸿胪卿张贾为使，但李德裕等宰相认为张贾虽然有才且懂军务，但性刚负气可能导致不愉快，建议改派李回，若御史台缺人，则可派兵部侍郎郑涯。于是武宗派李回充幽州、镇、魏等道宣慰，宣慰三镇，只要和朝廷联合对抗昭义军，就并无干涉内政之意。因李回有辩才，三镇皆服从朝廷命令发兵讨刘稹。此外，李回还受命出使卢龙军部幽州缓和张仲武和河东节度使刘沔之间的敌对关系，两唐书<李回传>都称他成功完成了这个任务，但《资治通鉴》称他并不成功，武宗最终调走刘沔以免昭义战事横生枝节。张仲武本怀疑刘稹无辜，但在李回说了刘从谏的恶行、僭越、奢侈后，义愤，认为刘氏应当为朝廷诛灭。
昭义战事进行的同时，武宗还要处理党项族入侵。武宗采纳李德裕建议，十一月，以子兖王李岐为灵、夏等六道元帅兼安抚党项大使，李回为安抚党项副使和事实上的主事者，史馆修撰郑亚为元帅判官，赍诏书前往安抚党项及六镇百姓。期间李回曾奏闻黠戛斯与唐朝相约夹击回鹘余部事。
会昌四年（844年），因李德裕指出朝廷只宣慰了河朔三镇而没有派使者宣慰忠武节度使王宰、河中节度使石雄，推荐李回再为使宣慰二人及问清破敌期限。李回到蒲东督战，王宰、石雄在道左谒见，李回看着左右呼叫直史，责令破敌期限，王宰等震恐，约定六十天取潞州，否则死。五十七天后，刘稹被部下都押牙郭谊所杀，后者以昭义投降朝廷军。李德裕想趁机报复政敌前宰相封州刺史李宗闵和太子太傅东都留守牛僧孺。他未能在昭义找到两人私通刘从谏的证据，就让刘从谏孔目官郑庆称刘从谏每次读完李、牛的书信就将其焚毁。武宗将郑庆交御史台审问，受理此案的李回和郑亚都认为郑庆所言为真。武宗怒贬李、牛。
会昌五年（845年）五月，李回以户部侍郎判户部事累加中书侍郎，授同中书门下平章事为实质宰相，充集贤殿大学士，仍判户部。转门下侍郎，历户、吏二部尚书。

## 唐宣宗年间
会昌六年（846年），唐武宗崩，叔唐宣宗继位。宣宗不满李德裕专权，罢其相位，遣出京城。李回维持相位，为武宗山陵使，但大中元年（847年）八月他也被遣出京城任成都尹、西川节度使。李商隐《樊南文集》有《为荥阳公上西川李相公状》。大中二年（848年）正月，李德裕被弹劾误以盗用粮钱及强娶民女之罪杀江都令吴湘，李回和郑亚当时在复核和确认对吴湘处以死刑时都有责任，李回因而以剑南西川节度、光禄大夫、检校吏部尚书、同平章事、成都尹、上柱国、陇西郡开国公、食邑二千户被贬为湖南观察使、潭州刺史。当月，李商隐曾为他作《为湖南座主陇西公贺马相公登庸启》以贺新任宰相马植。李回不久又以湖南都团练观察处置等使、光禄大夫、行潭州刺史兼御史大夫、上柱国、陇西郡开国公、食邑二千户被贬为行太子宾客空衔（当时并无皇太子），分司东都洛阳。有给事中反对，认为惩罚过轻，于是九月又贬持节贺州诸军事、贺州刺史。后又迁抚州刺史。

## 后期仕途和过世的分歧记载
李回后来的生涯和经历在两唐书中自此出现了分歧。据《旧唐书》，宣宗年间的主要宰相白敏中、令狐绹卸任后，大约在白敏中第二次拜相任期结束时即唐懿宗年间的咸通二年（861年），李回被召回长安任兵部尚书，又再次被遣出为成都尹、西川节度使，在那里过世，赠司徒，谥文懿。但《新唐书》称李回卒于抚州，大中九年（855年），唐宣宗追复他为湖南观察使，赠刑部尚书。
《唐摭言》载：太和初年李回任京兆府参军时，不送刚中进士的魏谟，魏谟很记恨。会昌年间李回为刑部侍郎，魏谟为御史中丞，提起当初李回不送魏谟之事，李回说如今也不送，魏谟更愤恨。李回被贬为建州刺史，魏谟拜相，李回的上疏魏谟都不采纳。后来李回将一衙官杖责停职，衙官愤恨自己因停职损失收入，逃到京城找宰相喊冤，宰相们都不问，旁人告知魏谟素与李回有隙，可找魏谟。于是衙官找到魏谟，论事二十余件，第一件是李回娶同姓女入门。当时李回已迁邓州刺史，行到九江，被御史问罪，只得回建州，最终因罪被贬为抚州司马，卒于任上。
郁贤皓《唐刺史考全编》未列李回任抚州刺史及第二次任西川节度使事，且据大中五年十月魏谟拜相直至十一年罢相，考证李回被贬建州刺史当在魏谟拜相时。《稽神录》载建州有梨山庙，被当地人称为“故相李回之庙”，李回去世当年，建安人都梦到李回乘白马入梨山。此记载可佐证李回曾被贬建州刺史。六年邓州刺史为苏庄，九年刺史为薛弘宗，李回被迁邓州刺史当在此间。

## 作品
- 《文武常参官准例置引马奏》
- 《常参官兼宪官序立依前遵守奏》

## 评价
- 《旧唐书》史臣曰：惟回奉使命而喻籓臣，救危邦而除宿憾。[7]
- 《新唐书》赞曰：周之卿士，周、召、毛、原，皆同姓国也。唐宰相以宗室进者九人。林甫奸谀，几亡天下。李程和柔，在位无所发明。其余以材称职，号贤宰相。秦、隋弃亲侮贤，皆二世而灭。周、唐任人不疑，得亲亲用贤之道，飨国长久。呜呼盛欤！[6]

## 子孙
- 滑州觀察巡官李知柔
- 興平尉李塤，字潛光
- 山南東道節度掌書記李筠，字禮符
  - 江陵令李少微
- 李小駕

族曾孙李涛、李瀚。